# Lithagonum
Lithagonum is een geslacht van kevers uit de familie van de loopkevers (Carabidae). De wetenschappelijke naam van het geslacht is voor het eerst geldig gepubliceerd in 1952 door Darlington.

## Soorten
Het geslacht Lithagonum is monotypisch en omvat slechts de volgende soort:
- Lithagonum annulicorne (Maindron, 1908)